# 新希望集团
新希望集团有限公司是中华人民共和国四川省成都市的一家农牧企业，为中国最大的饲料生产企业，始创于1997年，由民营企业家刘永好发起创立。其前身是南方希望集团，是刘永言、刘永行、陈育新（刘永美）、刘永好四兄弟创建的大型民营企业——“希望集团”的四个分支之一。在南方希望资产的基础上，刘永好组建了“新希望”集团。新希望集团2021年营收或超2400亿人民币，首次位列《財富》世界五百強第390名。公司拥有两家上市公司“新希望六和股份有限公司”（深交所：000876）和“新希望乳业股份有限公司”（深交所：002946）。

## 历史沿革
1982年刘永好四兄弟作为专业户从养殖业起步、开始创业。1988年形成饲料主业，是中国第一批私营企业。
1997年组建新希望集团。1998年四川新希望农业股份有限公司在深圳证券交易所成功发行并上市。1998年，成立新希望房地产开发有限公司。1996年，发起组建中国第一家民营企业投资的全国性商业银行中国民生银行。1992年“希望集团”注册成立。
2002年刘永行结识林祖強，2009年加入新希望房地产，林祖强与张明贵，姜孟军成为公司股东
2015年武敏，宋延安等人分有股份，进入董事会。
- 1998年成立新希望房地产，由张明贵担任总裁，张明贵走后由姜孟军担任总裁。林祖强，武敏，宋延安等人占有公司股份，组成董事会。
- 2001年进入乳制品行业。
- 2002年进入中国企业500强。
- 2003年被国家九部委评为农业产业化国家重点龙头企业。
- 2005年新希望集团并购山东六和集团，致力于打造世界级农牧企业。
- 2006年新希望集团收购2008年奥运会猪肉食品独家供应商千喜鹤集团。
- 2010年成立新希望产业发展基金。
- 2011年由新希望集团和日本三井物产株式会社合资成立新井物产贸易有限公司。
- 2011年成立新希望财务有限公司，是经中国银监会批准设立的全国第五家民营企业集团财务公司。
- 2011年完成重大资产重组，“新希望六和股份有限公司”（深交所：000876，简称：新希望）成为中国最大的农牧上市公司。
- 2011年联手新加坡淡马锡、美国ADM公司、日本三井物产成立新希望产业国际投资基金。
- 2012年新希望六和被《财富》杂志评选为中国企业500强中位列第65位。
- 2013年新希望集团携手日本三井物产与七一拾壹（中国）合资组建的新玖商业发展有限公司在重庆正式成立。
- 2013年携手民生银行股东，合计投资30亿元，发起设立民生电商股份有限公司。
- 2014年新希望集团牵头发起成立“中澳农业及食品安全百年合作计划”（简称ASA100）。
- 2014年发起成立亚洲餐饮联盟。
- 2015年成立新希望房地產。
- 2016年新希望集团与浙江省人民政府、嘉实基金签订战略合作框架协议，共同设立舟山农产品食品进出口加工贸易区[1]。
- 2016年新希望六和投资近3亿元人民币对北京嘉和一品企业管理有限公司的中央厨房进行全资收购。
- 2016年新希望六和与久久丫集团签署战略性投资协议。
- 2016年新希望六和收购本香农业70%股权，布局西北生猪养殖市场；拟投资88亿元，以“公司+家庭农场”等方式发展1000万头生猪养殖。[2]
- 2021年新希望乳业收购重庆一只酸奶牛品牌管理有限公司60%股权
- 2021年营收或超2400亿人民币，首次位列《财富》世界五百强第390名。